# Adam de la Halle
Adam de la Halle (også kaldt le bossu eller le boiteux; født omkring 1237 i Arras, Frankrig, død 1288 i Napoli, Italien) var en fransk trouvère, poet og musiker.
Om Adam de la Halles liv vides næsten intet andet, end at han engang måtte flygte fra sin fødeby på grund af politiske uroligheder, og at han fandt en beskytter i grev Robert II af Artois, hvem han 1283 fulgte til Italien, hvor han døde nogle år efter. Foruden en del smådigte har Adam de la Halle efterladt to dramatiske arbejder af meget stor interesse. Det første af disse, der er forfattet 1262, benævnes Le jeu de la feuillée eller Le jeu d'Adam; det består af omtrent 1100 parvis rimende verslinier og giver i en række løst forbundne scener satiriske billeder af småborgerlivet i Arras. Adam de la Halle gennemhegler dristig adskillige af sine bysbørn, som han nævner ved navn, og spotter vittig over kvinderne, munkene, relikvieuvæsenet osv.; med shakespearesk frihed indfører han tillige forskellige, i folketroen hjemmehørende, overnaturlige væsener (feerne Morgue og Maglore, Hellequin osv.) og lader dem deltage i handlingen. Dette mærkelige stykke, der synes at have været opført ved en majfest, er aldeles enestående i middelalderens litteratur. Adams andet større arbejde, Le jeu de Robin et Marion, er af en hel forskellig art; det er et yndefuldt hyrdespil, hvor den gamle vise om den dydige hyrdinde, som afslår ridderens elskovstilbud og bliver sin hyrde tro (sammenligne Henrik og Else af Christian Winther), fremtræder i livfuld dramatisk behandling. Stykket indeholder tillige mange scener, hvor hyrdernes glade friluftsliv fremstilles, man ser deres lege og danse og hører deres muntre sange. På grund af det store antal indlagte kupletter, til hvilke Adam til dels selv har komponeret melodierne, kan Le jeu de Robin et Marion betegnes som den ældste Opéra comique.